# Eksplozja w West
Eksplozja w West – eksplozja azotanu amonu, która miała miejsce 17 kwietnia 2013 w fabryce nawozów sztucznych West Fertilizer Company w miejscowości West w stanie Teksas w USA. W następstwie katastrofy śmierć poniosło 15 osób, a ponad 160 zostało rannych, ponadto setki okolicznych domów uległo uszkodzeniom. 

## Pożar i eksplozja
Wypadek rozpoczął się od pożaru, którego przyczyny nie są znane. Podczas jego gaszenia  około godz. 20 doszło do eksplozji. Spośród ofiar śmiertelnych 10 osób to członkowie miejscowej ochotniczej straży pożarnej oraz 2 inne osoby pomagające w gaszeniu ognia.